# 마시 (손에루아르주)

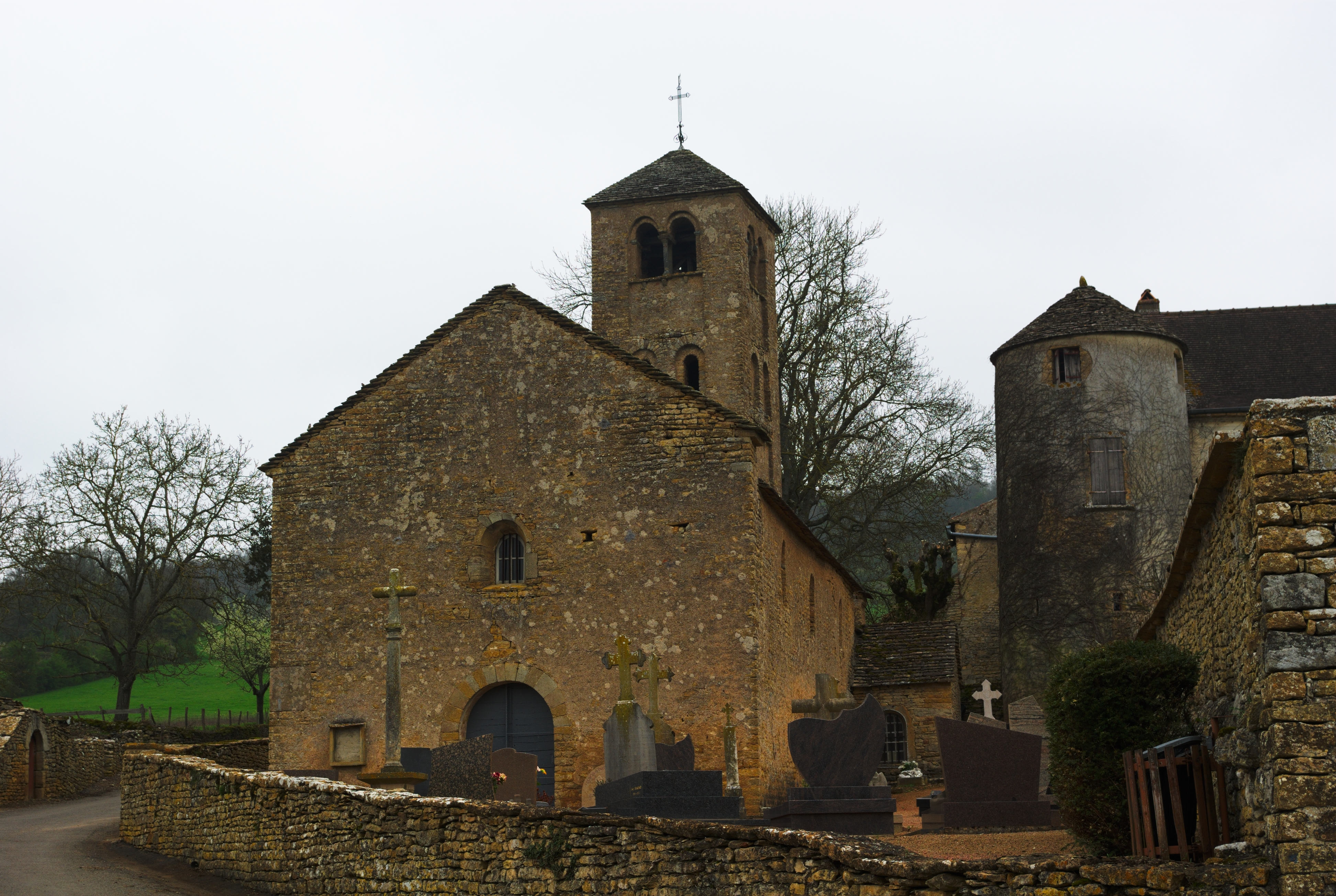
마시

마시(프랑스어: Massy)는 프랑스 부르고뉴 손에루아르주에 위치한 도시로 면적은 5.07km2, 인구는 55명(2006년 기준), 인구 밀도는 11명/km2이다.